# Benson (Carolina del Norte)
Benson es un pueblo ubicado en el condado de Johnston en el estado estadounidense de Carolina del Norte. Según las estimaciones del año 2006 tenía una población de 3.374 habitantes y una densidad poblacional de 5,5 personas por km².
El cuarto sábado de septiembre se celebra en Benson el festival Benson Mule Days (Benson Días de la mula), que atrae a 60.000 personas aproximadamente cada año.

## Geografía
Benson se encuentra ubicado en las coordenadas 35°22′56″N 78°32′46″O / 35.38222, -78.54611.

## Demografía
Según la Oficina del Censo en 2000 los ingresos medios por hogar en la localidad eran de $26.582, y los ingresos medios por familia eran $32.277. Los hombres tenían unos ingresos medios de $29.375 frente a los $20.045 para las mujeres. La renta per cápita para la localidad era de $14.350. Alrededor del 20.2% de las familias y del 25.0% de la población estaban por debajo del umbral de pobreza.